# Саркани (Мадонский край)
Са́ркани (латыш. Sarkaņi) — населённый пункт в Мадонском крае Латвии. Входит в состав Сарканской волости. Находится у региональной автодороги P37 (Плявиняс — Мадона — Гулбене). Расстояние до города Мадона составляет около 4 км.
По данным на 2017 год, в населённом пункте проживало 60 человек. Есть начальная школа и библиотека.

## История
Ранее село являлось центром поместья Саркани (Хейденфельд). В советское время населённый пункт был центром Сарканьского сельсовета Мадонского района.
В селе Саркани провёл детские годы президент Латвии Раймондс Вейонис.